# Chrysotus sagittarius
Chrysotus sagittarius är en tvåvingeart som beskrevs av Van Duzee 1924. Chrysotus sagittarius ingår i släktet Chrysotus och familjen styltflugor. Inga underarter finns listade i Catalogue of Life.